# Jasão de Feras
Jasão (em grego:  Ἰάσων ὁ Φεραῖος; ? — 370 a.C.) foi um tirano de Feras e da Tessália, que prosperou no período da hegemonia tebana.
Jasão era tirano de Feras, e aumentou seu poder invadindo Lócris, tomando Heracleia de Traquínia à traição e a destruindo, entregando o território aos oetaeans e malians. Em seguida, ele se dirigiu à Perrhaebia (no norte da Tessália) e a dominou, algumas cidades por generosas promessas, e outras à força. Conforme seu poder foi aumentando, os habitantes da Tessália passaram a olhá-lo com desconfiança.
A situação política era favorável ao aparecimento de alguém que unificasse a Grécia: os lacedemônios tinham sofrido o desastre de Leuctra, os atenienses só tinham o controle dos mares, os tebanos não eram considerados uma potência, e Argos estava em guerra civil. Com isso, os habitantes da Tessália colocaram Jasão como líder do seu país, com comando sobre as tropas. Ele conquistou algumas tribos vizinhas e entrou em aliança com Amintas III da Macedónia.
Neste momento, Jasão é assassinado, segundo Éforo, por sete jovens ou, segundo outros historiadores, por seu irmão Polidoro.